# Ileen Getz
Ileen Getz (Bristol, 7 de agosto de 1961 - Nueva York, 4 de agosto de 2005) fue una actriz estadounidense, más conocida por su papel de la Dr. Judith Draper en la sitcom 3rd Rock from the Sun.

## Carrera
Comenzó con pequeños papeles en series como Law & Order, y Seinfeld en 1995, antes de convertirse en un miembro recurrente en la exitosa 3rd Rock from the Sun, interpretando a una profesora sin personalidad. Su carrera en el cine incluye papeles menores en películas como Celebrity, Lovely and Amazing, The Station Agent, Changing Lanes, y Friends with Money.

## Muerte
Getz murió de cáncer a la edad de 43 años en la ciudad de Nueva York, le sobreviven su esposo, dos hijos y un hermano.